# 10月31日
10月31日（じゅうがつさんじゅういちにち）は、グレゴリオ暦で年始から304日目（閏年では305日目）にあたり、年末まであと61日ある。10月の最終日である。

## できごと

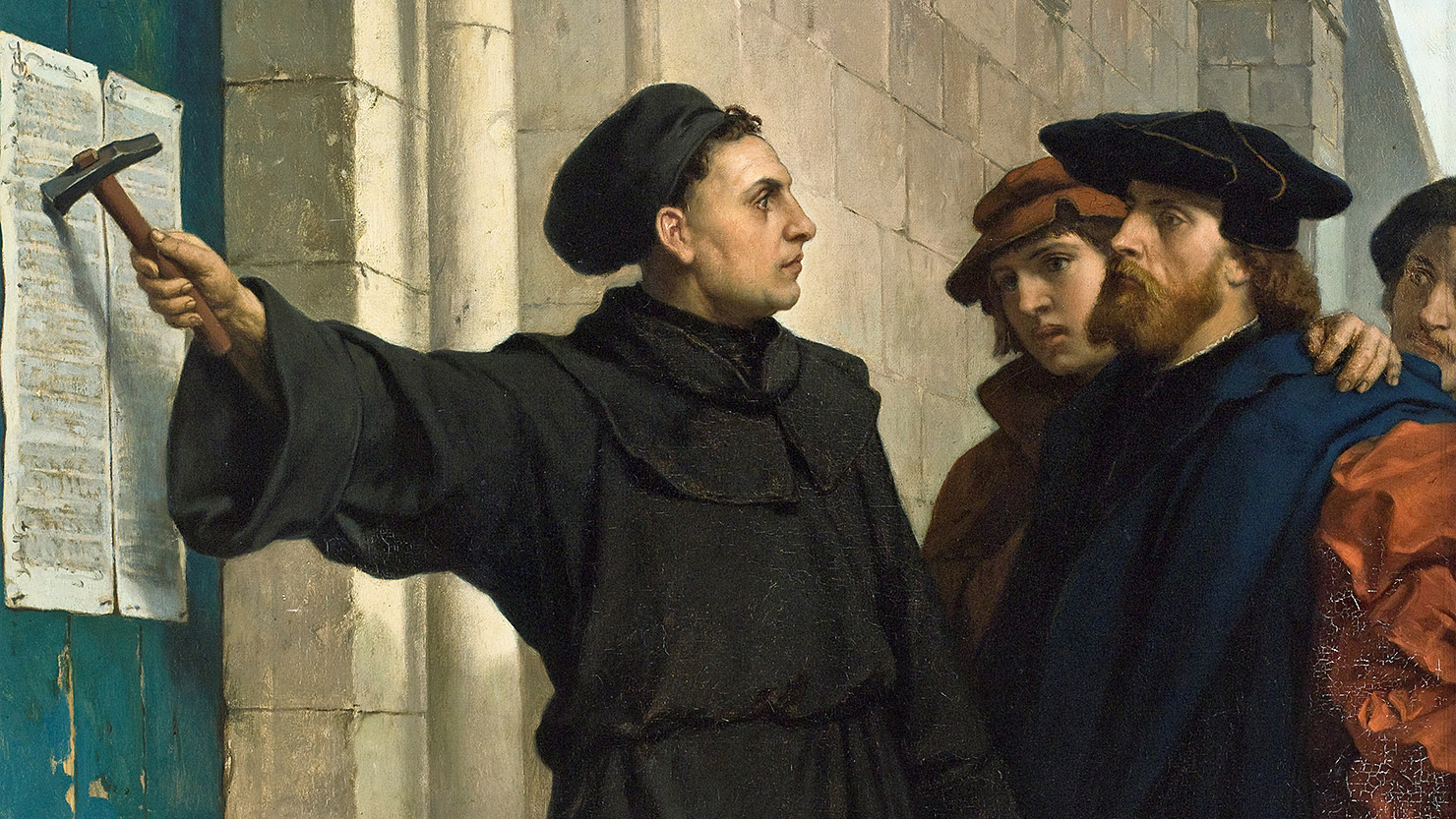
ヴィッテンベルク城教会の門に95ヶ条の論題を貼り出すマルティン・ルター(1517)。宗教改革の発端とされる

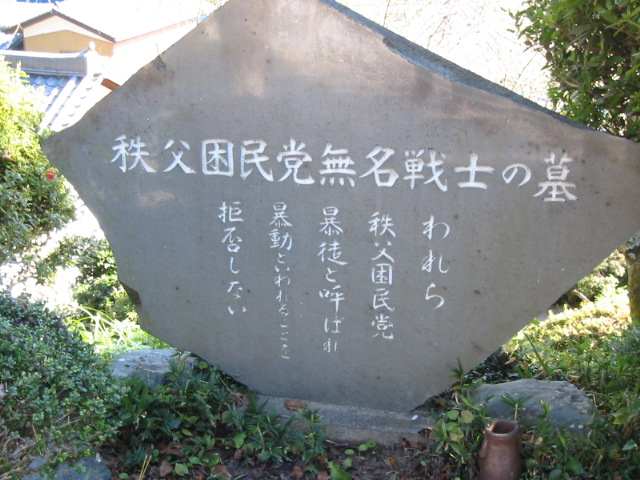
秩父事件勃発(1884)。松方デフレで窮乏した農民による激化事件の1つ

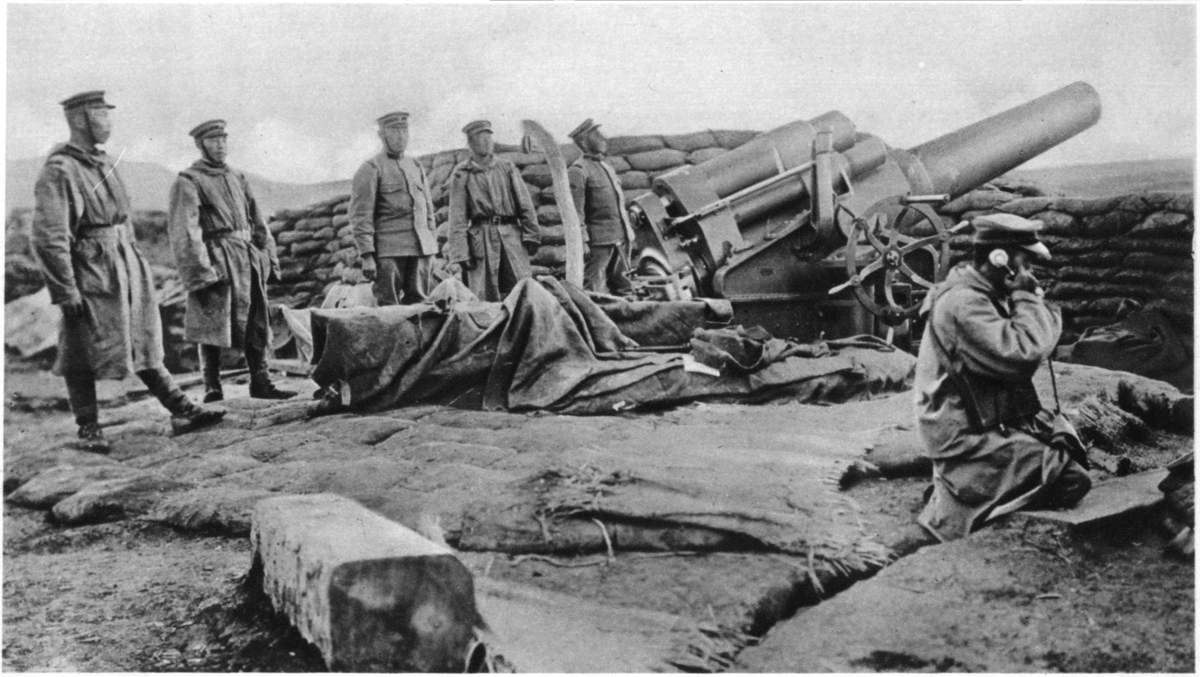
青島の戦い(1914)。火力と補給による初めての近代戦

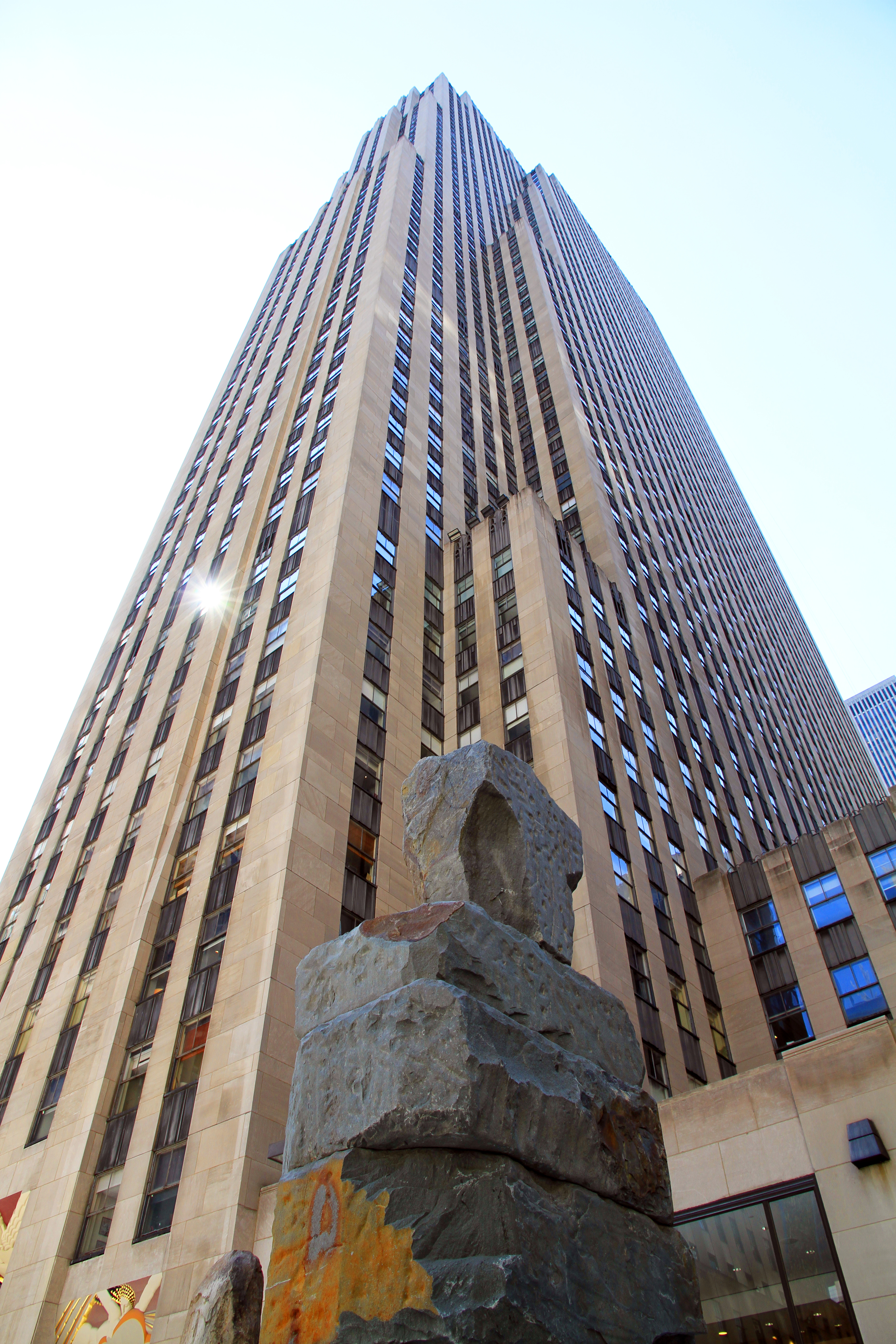
三菱地所によるニューヨーク、ロックフェラー・センター買収(1989)。バブル景気による成金的暴挙の象徴とされる

- 475年 - 最後の西ローマ皇帝ロムルス・アウグストゥルスが即位。
- 1471年（文明3年9月18日） - 伯耆国守護の山名豊之が家中の謀叛により殺害される。
- 1517年 - マルティン・ルターが、ローマ教会の贖宥状の販売を糾弾する「95ヶ条の論題」を教会の壁に貼り出す。
- 1864年 - ネバダ準州が州に昇格してアメリカ合衆国36番目の州・ネバダ州となる。
- 1884年 - 秩父事件。
- 1898年 - 第1次大隈内閣が総辞職。
- 1913年 - 初のアメリカ合衆国横断自動車道路・リンカーン・ハイウェイが開通。
- 1914年 - 第一次世界大戦: 青島の戦いが始まる。
- 1917年 - 第一次世界大戦: ベエルシェバの戦い（英語版）。
- 1924年 - 西表島北北東海底火山が噴火。その後大量の軽石が漂流し、日本各地の海岸に漂着。
- 1940年 - 第二次世界大戦: バトル・オブ・ブリテンが終結。
- 1941年 - ガットスン・ボーグラムによるラシュモア山の4つの大統領像が完成。
- 1941年 - 第二次世界大戦: アメリカ海軍の駆逐艦「ルーベン・ジェームズ」がドイツのUボートの雷撃を受け沈没。115人死亡。
- 1951年 - 沖縄社会大衆党結成。
- 1961年 - ハリケーン・ハティがイギリス領ホンジュラス（現在のベリーズ）に上陸。死者275名
- 1961年 - 第二次スターリン批判を受けヨシフ・スターリンの遺体がレーニン廟から撤去。
- 1964年 - 国鉄関門連絡船がこの日限りで廃止。
- 1967年 - 日本武道館で吉田茂の国葬。戦後初の国葬。
- 1968年 - ベトナム戦争: リンドン・ジョンソン米大統領が翌日からの北爆停止を言明。
- 1968年 - 文化大革命: 中国共産党第8期12中全会で劉少奇の中国共産党からの永久追放と全ての職務の解任が決議される。
- 1969年 - 日本記者クラブ結成。
- 1969年 - 北海道の定山渓鉄道、滋賀県の江若鉄道がこの日最終運行。翌日廃止。
- 1970年 - 埼玉県和光市が市制施行。
- 1973年 - この日限りで、日本国内の放送局は一斉免許更新(再免許)、財団法人 日本科学技術振興財団テレビ事業本部によるテレビ放送の運営を終了。翌日から東京12チャンネル（現在のテレビ東京）にテレビ放送事業の運営を引き継ぎ。また、琉球放送の英語放送が停波。
- 1976年 - 日本ビクターが世界初の家庭用VHS方式ビデオテープレコーダ「HR-3300」を発売。
- 1977年 - 自然環境における天然痘の最後の感染事例が報告される。
- 1979年 - ウェスタン航空2605便着陸失敗事故。73人が死亡。
- 1984年 - インドのインディラ・ガンジー首相がシーク教徒の警護警官により暗殺（英語版）される。
- 1984年 - 文部省宇宙科学研究所 (ISAS) の臼田宇宙空間観測所が開設。
- 1986年 - 日本鉄道創業の地である汐留貨物駅（旧新橋駅）がこの日最終運行。翌日廃止。
- 1986年 - 北海道の国鉄胆振線・富内線がこの日最終運行。翌日廃止。
- 1988年 - エフエム埼玉（現・NACK5）開局。
- 1989年 - 三菱地所がニューヨークのロックフェラー・センターを買収。
- 1992年 - ローマ教皇ヨハネ・パウロ2世が、ガリレオ・ガリレイに対する裁判の誤りを認め、破門を解く。ガリレオの死後350年目。
- 1994年 - アメリカン・イーグル4184便墜落事故。68名全員死亡。
- 1994年 - 神奈川県平塚市で湘南自動車検査登録事務所が業務開始[1]。「湘南ナンバー」が誕生。
- 1996年 - TAM航空402便離陸失敗事故。搭乗した95人全員と地上の4人が死亡。
- 1998年 - イラク武装解除問題：イラク革命指導評議会が国際連合大量破壊兵器廃棄特別委員会 (UNSCOM) との協力を全面的に停止することを決定。
- 1999年 - エジプト航空990便墜落事故。203名死亡。
- 2000年 - シンガポール航空006便離陸失敗事故。乗員乗客83名が死亡。
- 2000年 - 国際宇宙ステーションの最初の滞在者を乗せたソユーズTM-31が打ち上げ。
- 2000年 - 超党派野党、参議院に選択的夫婦別姓制度を求める民法改正案を提出。
- 2001年 - 神奈川県湯河原町に「西村京太郎記念館」が開館。
- 2003年 - マハティール・ビン・モハマドがマレーシアの首相を辞任。
- 2003年 - 国際連合腐敗防止条約が採択される。
- 2004年 - イラク日本人青年殺害事件: イラクの聖戦アルカーイダ組織に殺害された日本人男性の遺体が発見される。
- 2005年 - 第3次小泉改造内閣発足。
- 2007年 - 任天堂がこの日をもってファミリーコンピュータ、スーパーファミコン、NINTENDO 64などの旧世代ハードの修理サポートを打ち切り。
- 2011年 - 世界人口が70億人を突破[2]。
- 2011年 - 外国為替市場で戦後最高値の円高となる1ドル=75円31銭をつけた。
- 2014年 - 試験飛行中のスペースシップツー一号機「VSSエンタープライズ」が墜落し、1名死亡。
- 2017年 - 神奈川県座間市のアパートで座間9人殺害事件が発覚[3]。
- 2019年 - 首里城で火災が発生。正殿、北殿、南殿など7棟の建屋が焼失[4]。
- 2021年 - 第49回衆議院議員総選挙の投票日。自由民主党は改選議席を15減らしたものの絶対安定多数を確保。立憲民主党は改選議席を13減らすなど振るわなかった一方で日本維新の会が30議席伸ばす躍進となった。
- 2021年 - 京王線刺傷事件が発生。
- 2023年 - 蕨郵便局立てこもり事件が発生。

## 誕生日

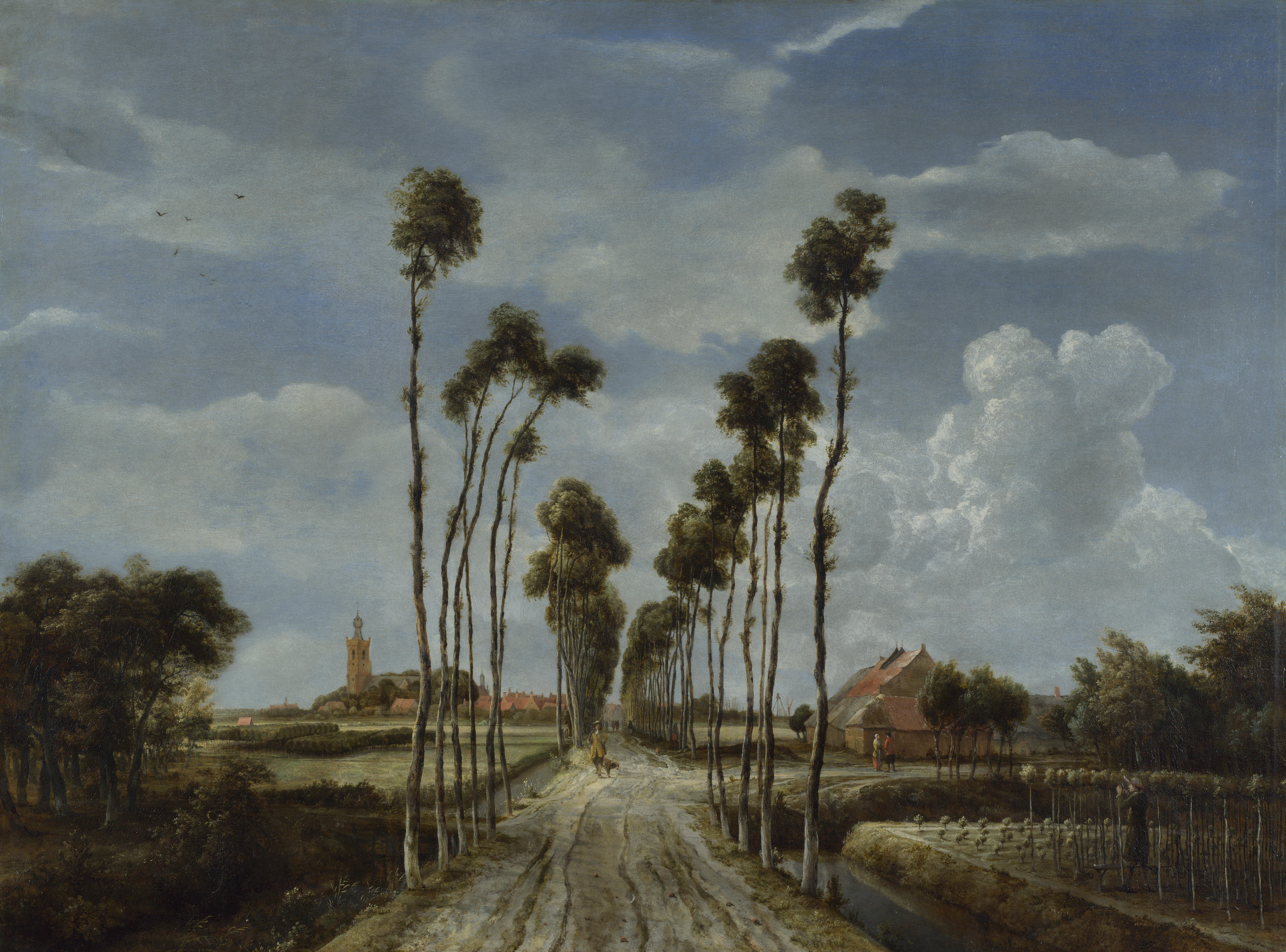
オランダの風景画家、メインデルト・ホッベマ(1638-1709)誕生。画像は『ミッデルハルニスの並木道』(1689)

| 年古りて この時代の人々を滅ぼす時にも、おまえはわれわれと異なった悲しみのなかに 人間の友としてとどまって、言うのだ。 「美は真であり、真は美である」、と。 これこそは、君たちがこの世界で知り、また知るべきすべてのものなのだ――『ギリシャ古壺のオード』(1819) |

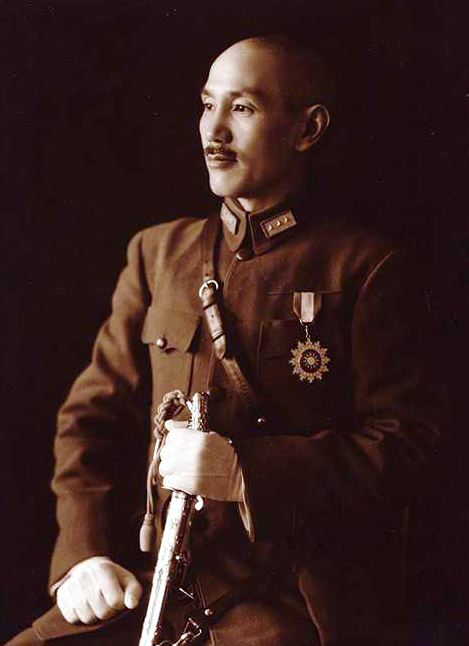
蔣介石(1887-1975)誕生

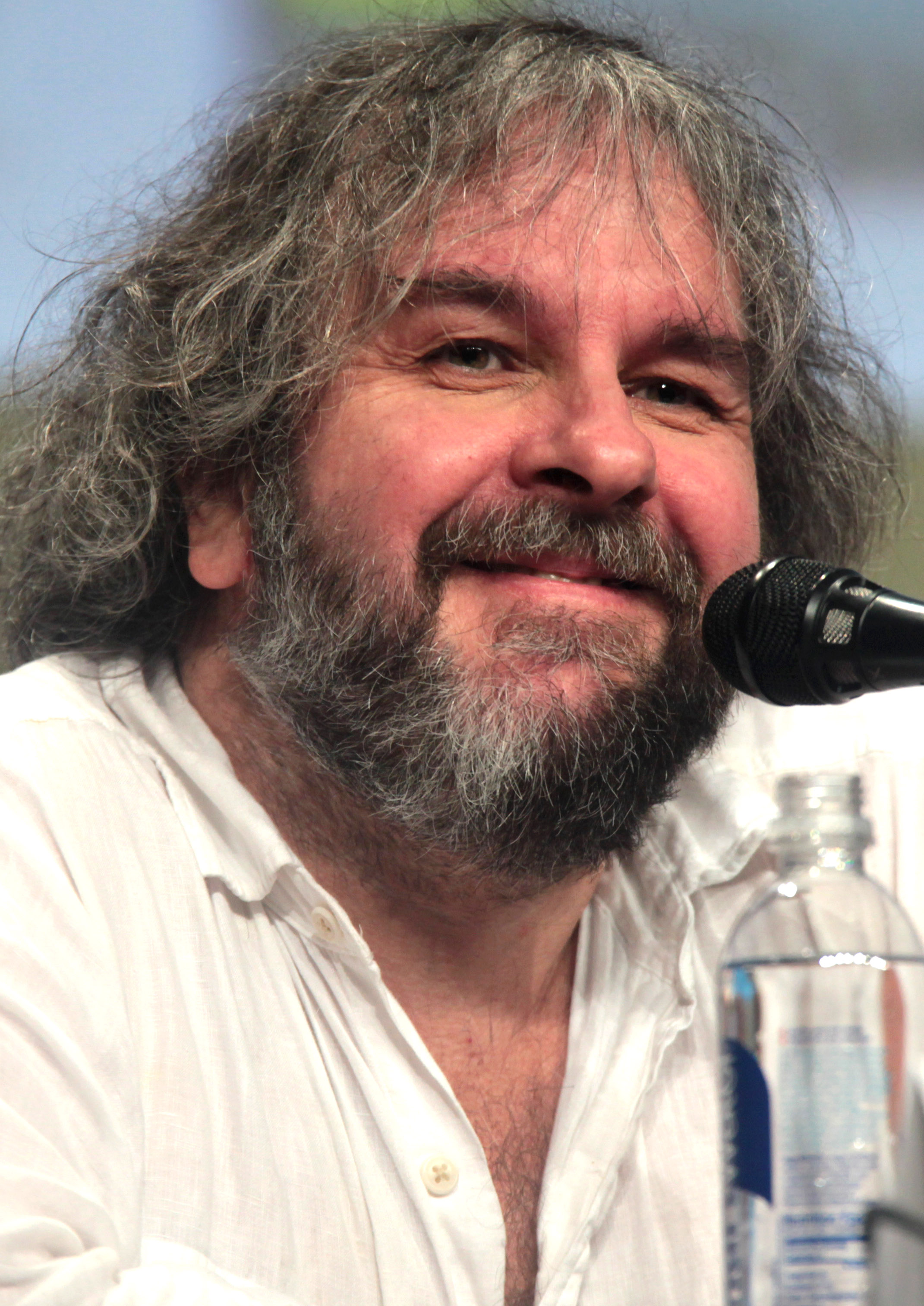
『ロード・オブ・ザ・リング』を手掛けたニュージーランドの映画監督、ピーター・ジャクソン(1961-)誕生

- 1638年 - メインデルト・ホッベマ、画家（+ 1709年）
- 1711年 - ラウラ・バッシ、物理学者（+ 1778年）
- 1795年 - ジョン・キーツ、詩人（+ 1821年）
- 1815年 - カール・ワイエルシュトラス、数学者（+ 1897年）
- 1821年 - カレル・ハヴリーチェク・ボロフスキー、作家、政治家（+ 1856年）
- 1830年 - ロベルト・ラデッケ、音楽家（+ 1911年）
- 1883年 - マリー・ローランサン、画家（+ 1956年）
- 1887年 - 蔣介石、政治家（+ 1975年）
- 1892年 - アレクサンドル・アレヒン、チェス選手（+ 1946年）
- 1895年 - ベイジル・リデル＝ハート、軍事史家、戦略思想家（+ 1970年）
- 1900年 - カル・ハバード、NFL選手、メジャーリーグ審判（+ 1977年）
- 1903年 - ジョーン・ロビンソン、経済学者（+ 1983年）
- 1909年 - ロベルト・ファン・ゼーベレック、フィギュアスケート選手（+ 没年不明）
- 1914年 - 四宮和夫、法学者（+ 1988年）
- 1915年 - 遠藤要、政治家（+ 2010年）
- 1915年 - 林清一、元プロ野球選手（+ 1990年）
- 1916年 - 檜垣徳太郎、政治家（+ 2006年）
- 1917年 - 桜井長一郎、声帯模写芸人（+ 1999年）
- 1920年 - ヘルムート・ニュートン、写真家（+ 2005年）
- 1922年 - ノロドム・シハヌーク（シアヌーク）、カンボジア国王、政治家（+ 2012年）
- 1926年 - ナリンダー・シン・カパニー、物理学者（+ 2020年）
- 1927年 - 三好達、法律家（+ 2023年）
- 1929年 - 渡辺文雄、俳優（+ 2004年）
- 1931年 - ダン・ラザー、ジャーナリスト、ニュースキャスター
- 1933年 - 家弓家正、声優（+ 2014年）
- 1934年 - 灰谷健次郎、作家（+ 2006年）
- 1934年 - カール・ボレス、元プロ野球選手（+ 2022年）
- 1935年 - 本屋敷錦吾、元プロ野球選手（+ 2011年）
- 1935年 - 浜木綿子、女優
- 1935年 - デヴィッド・ハーヴェイ、社会学者、地理学者
- 1936年 - マイケル・ランドン、映画監督、俳優、脚本家（+ 1991年）
- 1937年 - つげ義春、漫画家
- 1937年 - 西園寺昭夫、元プロ野球選手（+ 2011年）
- 1938年 - 富山敬、声優（+ 1995年）
- 1939年 - 堀込基明、元プロ野球選手（+ 1997年）
- 1942年 - デーブ・マクナリー、元プロ野球選手（+ 2002年）
- 1943年 - 田野瀬良太郎、政治家
- 1943年 - 西山登紀子、政治家
- 1947年 - 川北亮司、作家
- 1947年 - 江田幸一、元プロ野球選手
- 1947年 - フランク・ショーター、陸上競技選手
- 1948年 - 岡部幸雄、元騎手
- 1949年 - 小野紀明、政治学者
- 1949年 - 加藤健一、俳優
- 1950年 - 中村益章、元プロ野球選手（+ 2007年）
- 1951年 - 福沢良一、俳優、声優、歌手
- 1952年 - 藤田三保子、女優、シャンソン歌手
- 1952年 - 桑田茂、実業家（+ 2021年）
- 1952年 - ジョー・ウェスト、メジャーリーグ審判員
- 1954年 - 岡本茉利、声優
- 1960年 - 齋藤孝、教育学者
- 1961年 - ピーター・ジャクソン、映画監督
- 1961年 - ラリー・マレン・ジュニア、ミュージシャン、ドラマー（U2）
- 1962年 - 山本博 、アーチェリー選手
- 1962年 - 迫井正深、医師、厚生労働技官
- 1963年 - ロブ・シュナイダー、映画俳優
- 1963年 - ドゥンガ、元サッカー選手、サッカー監督
- 1963年 - ジョニー・マー、ギタリスト（ザ・スミス）
- 1963年 - フレッド・マグリフ、元プロ野球選手
- 1964年 - マルコ・ファン・バステン、元サッカー選手、監督
- 1966年 - 金本浩二、プロレスラー
- 1966年 - 林満明、騎手
- 1966年 - 佐藤良諭、アナウンサー
- 1968年 - 釘町彰、画家
- 1969年 - TOKI、ヴォーカリスト（C4）
- 1970年 - 池田鉄洋、俳優
- 1970年 - 天野安喜子、花火師、宗家花火鍵屋
- 1970年 - 桂一雅、声優
- 1971年 - 山内圭哉、俳優、歌手
- 1971年 - 大河内志保、タレント
- 1971年 - 市原真紀、歌手
- 1972年 - 飯島愛、元タレント、元AV女優（+ 2008年）
- 1973年 - 永田克彦、総合格闘家
- 1973年 - 矢野智彦、柔道家
- 1974年 - スティーブ・コックス、元プロ野球選手
- 1974年 - 蛯沢康仁、俳優
- 1974年 - ロブ・コルデマンス、野球選手
- 1975年 - 上山千穂、アナウンサー
- 1975年 - SEAMO、MC、ラッパー
- 1976年 - 山本耕史、俳優
- 1976年 - 張家浩、元プロ野球選手
- 1976年 - 張泰山、元プロ野球選手
- 1976年 - 小暮英麻、声優
- 1976年 - グティ、サッカー選手
- 1976年 - シャーロット・マーティン、シンガーソングライター
- 1977年 - 北勝力英樹、元大相撲力士
- 1978年 - 杉崎美香、フリーアナウンサー
- 1978年 - 井澤秋乃、囲碁の棋士
- 1979年 - ショーン・ウィルツ、フィギュアスケート選手
- 1979年 - シモーネ・パストゥシャク、フィギュアスケート選手
- 1980年 - 山﨑浩司、元プロ野球選手
- 1980年 - 中村憲剛、元サッカー選手
- 1980年 - 川井聖子、演歌歌手
- 1980年 - サミーア・アームストロング、女優、ファッションデザイナー
- 1981年 - 中村勘九郎 (6代目)、歌舞伎俳優
- 1981年 - 斉藤瞳、ラジオパーソナリティ、元歌手（元メロン記念日）
- 1981年 - フランク・アイイアロ、ギタリスト（マイ・ケミカル・ロマンス）
- 1981年 - アレクサンドル・グリシチューク、チェス選手
- 1981年 - マイク・ナポリ、元プロ野球選手
- 1982年 - 梅田直樹、ファッションモデル
- 1982年 - 岡林裕二、プロレスラー
- 1983年 - 岩田稔、元プロ野球選手
- 1983年 - 岸野央明、音楽家（DRUM TAO）
- 1983年 - ルイス・メンドーサ、元プロ野球選手
- 1984年 - 赤羽根健治、声優
- 1984年 - 櫻井嘉実、元プロ野球選手
- 1985年 - 白濱裕太、元プロ野球選手
- 1985年 - アンディ・パリーノ、プロ野球選手
- 1986年 - 江川智晃、元プロ野球選手
- 1986年 - 雫有希、プロレスラー
- 1987年 - ヤマイコ・ナバーロ、プロ野球選手
- 1987年 - ローズ、声優
- 1988年 - タイソン・ギリーズ、プロ野球選手
- 1989年 - スコット・マクガフ、プロ野球選手
- 1990年 - 佐々木龍、自転車競技選手
- 1990年 - あやぺた、ミュージシャン（Dizzy Sunfist）
- 1990年 - 小山悠里、アナウンサー、キャスター
- 1991年 - 須田亜香里、タレント（元SKE48）
- 1992年 - キム・ヒョンジョン、フィギュアスケート選手
- 1993年 - 朝倉海、総合格闘家
- 1994年 - 小島瑠那、アイドル（元Doll☆Elements）
- 1994年 - 麻亜子、グラビアアイドル、女優、デザイナー
- 1995年 - 久保結季、女優
- 1995年 - 森田美勇人、タレント（元7ORDER、元ジャニーズJr.、元Love-tune)
- 1995年 - 弘竜太郎、日本テレビアナウンサー
- 2000年 - 井上瑞稀、タレント（ジュニア、HiHi Jets）
- 2001年 - 池田朱那、女優
- 2001年 - 金川紗耶、アイドル（乃木坂46）
- 2001年 - 竹内愛紗、女優
- 2002年 - 木竜皇博一、大相撲力士
- 2005年 - 天川れみ、女優、アイドル（LINKL PLANET）
- 2005年 - 菅原咲月、アイドル（乃木坂46）
- 2005年 - レオノール・デ・ボルボン、スペインの王族
- 2006年 - おさき、インフルエンサー、元子役
- 生年不詳 - 野中のばら、漫画家（+ 2012年）
- 生年不詳 - 左座翔丸、声優
- 生年不詳 - 中沢みどり[5]、声優
- 生年不詳 - 田中大文、声優

## 忌日

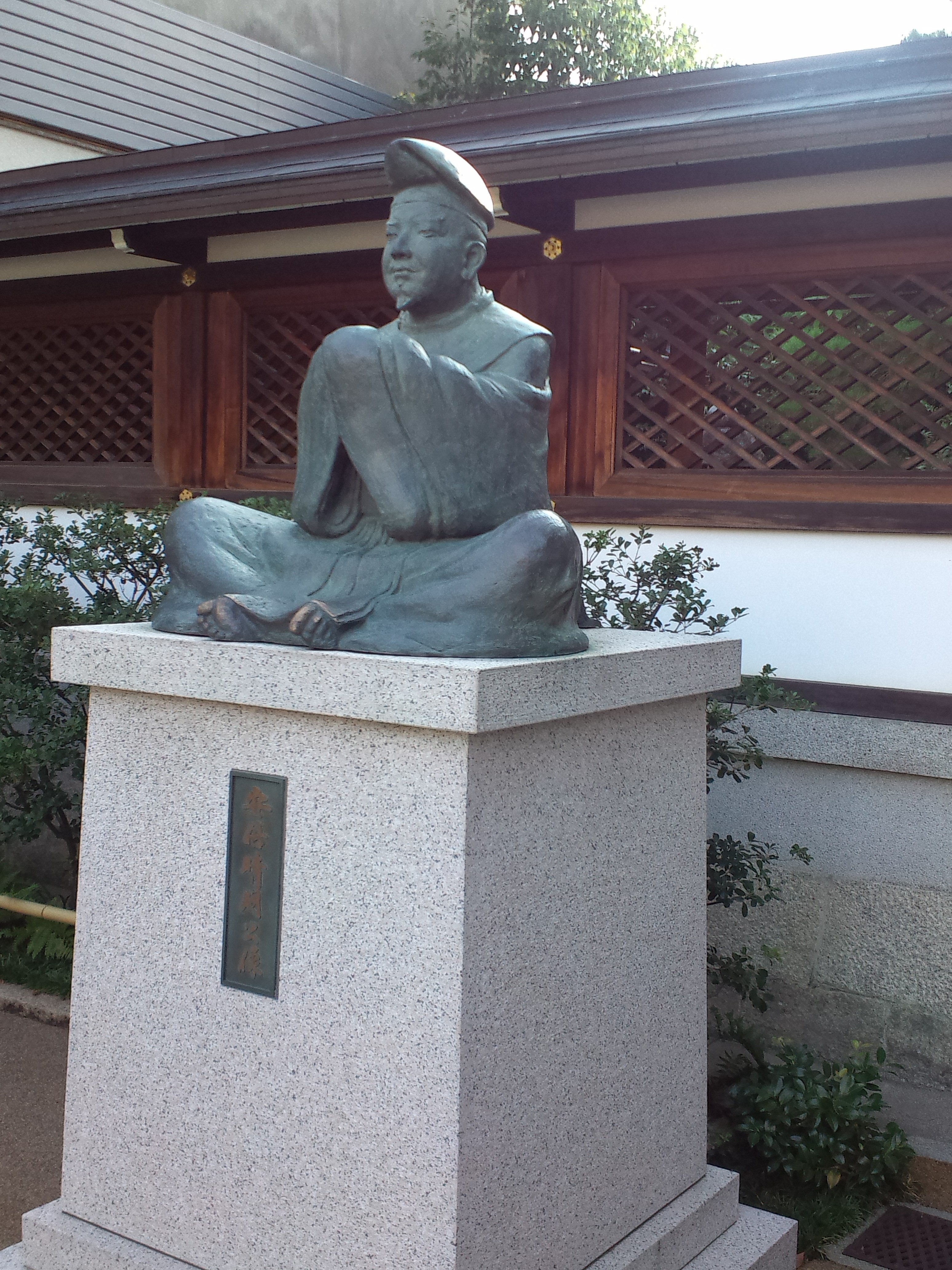
陰陽師、安倍晴明(921-1005)没。晴明神社など各地の神社で祀られている

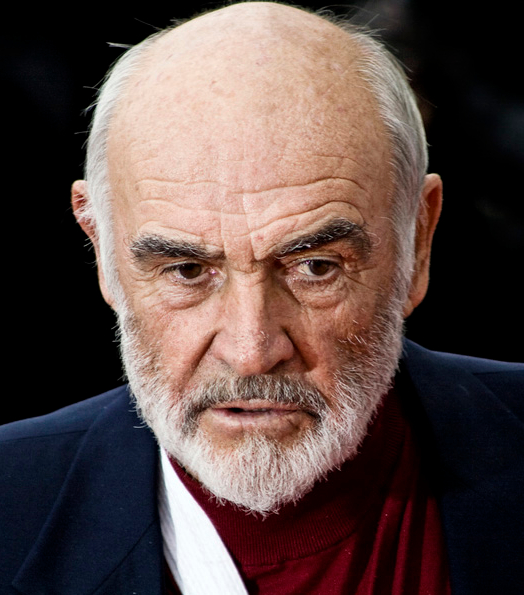
俳優、ショーン・コネリー(1930-2020)没。初代ジェームズ・ボンド役として有名

- 1005年（寛弘2年9月26日） - 安倍晴明[6]、平安時代の陰陽師
- 1517年 - フラ・バルトロメオ、画家（* 1472年）
- 1730年（享保15年9月20日） - 中甚兵衛、河内国今米村の庄屋、大和川の付け替え工事に尽力（* 1639年）
- 1765年 - オリヴィオ・ソッツィ（イタリア語版）、画家（* 1690年）
- 1765年 - カンバーランド公爵ウィリアム・オーガスタス、イギリスの軍人（* 1721年）
- 1768年 - フランチェスコ・マリア・ヴェラチーニ、ヴァイオリニスト、作曲家（* 1690年）
- 1806年（文化3年9月20日） - 喜多川歌麿、浮世絵師（* 1753年）
- 1811年 - クリスティアン・ゴットヒルフ・ザルツマン、牧師、教育者（* 1744年）
- 1829年（文政12年10月4日） - 徳川斉脩、常陸国水戸藩の第8代藩主（* 1797年）
- 1832年 - アントニオ・スカルパ、解剖学者、外科医（* 1752年）
- 1833年 - ヨハン・フリードリヒ・メッケル、解剖学者、医師（* 1781年）
- 1835年 - ジョゼフ・フィリップ・フランソワ・ドゥルーズ、博物学者（* 1753年）
- 1867年 - ウィリアム・パーソンズ、天文学者、貴族、政治家（* 1800年）
- 1881年 - ジョージ・W・デロング、海軍士官、探検家（* 1844年）
- 1884年 - マリ・バシュキルツェフ、画家、彫刻家、作家（* 1858年）
- 1903年 - 伊庭想太郎、教育者、テロリスト（* 1851年）
- 1903年 - 片岡健吉、政治家（* 1844年）
- 1916年 - チャールズ・テイズ・ラッセル、宗教家、エホバの証人設立者（* 1852年）
- 1918年 - エゴン・シーレ、画家（* 1890年）
- 1925年 - ミハイル・フルンゼ、ロシア革命時のボルシェヴィキ指導者（* 1885年）
- 1926年 - ハリー・フーディーニ、マジシャン（* 1874年）
- 1928年 - ホセ・メンデス、元野球選手（* 1887年）
- 1938年 - アンリ・ロワイエ、画家（* 1869年）
- 1944年 - エドゥアルト・エンゲルマン、フィギュアスケート選手、エンジニア（* 1864年）
- 1945年 - イグナシオ・スロアガ、画家（* 1870年）
- 1945年 - 水原義明、野球選手（* 1908年）
- 1949年 - エドワード・ステティニアス、政治家、元米国国務長官（* 1900年）
- 1966年 - 佐々木隆興、医学者（* 1878年）
- 1969年 - 木々高太郎、推理作家（* 1897年）
- 1975年 - 小林正次、技術者、工学博士（* 1902年）
- 1976年 - アイリーン・グレイ、デザイナー、建築家（* 1878年）
- 1983年 - ジョージ・ハラス、アメリカンフットボール指導者・選手（* 1895年）
- 1983年 - 村上信彦、作家、女性史研究家（* 1909年）
- 1983年 - 長谷川武彦、実業家、長谷川工務店（現長谷工コーポレーション）創業者（* 1914年）
- 1984年 - 菊池喜充、電気音響工学者、超音波工学者（* 1910年）
- 1984年 - インディラ・ガンディー、政治家、第5代・8代インド首相（* 1917年）
- 1986年 - ロバート・マリケン、化学者、ノーベル化学賞受賞者（* 1896年）
- 1988年 - ジョージ・ウーレンベック、物理学者（* 1900年）
- 1988年 - ジョン・ハウスマン、俳優（* 1902年）
- 1990年 - 幸田文、小説家（* 1904年）
- 1992年 - 新村猛、フランス文学者、国語辞書編纂者、名古屋大学名誉教授。元橘女子大学学長（* 1905年）
- 1993年 - エドウィン・ウォーカー、軍人、米国陸軍少将（* 1909年）
- 1993年 - 上島忠雄、実業家、UCC上島珈琲創業者（* 1910年）
- 1993年 - フェデリコ・フェリーニ、映画監督（* 1920年）
- 1993年 - リヴァー・フェニックス、俳優（* 1970年）
- 1994年 - 河本栄得、お笑いタレント（ベイブルース）（* 1968年）
- 1995年 - 高羽哲夫、カメラマン（* 1926年）
- 1996年 - マルセル・カルネ、映画監督（* 1906年）
- 1996年 - 滝本利一郎、作曲家、元大分放送編成部長（* 1910年）
- 1997年 - シドニー・ダーリントン、電子工学研究者（* 1906年）
- 1998年 - シャーウッド・ジョンソン（英語版）、ジャズ愛好家、シェーキーズ創業者（* 1925年）
- 1999年 - グレッグ・ムーア、レーシングドライバー（* 1975年）
- 2000年 - 与謝野道子、評論家、随筆家（* 1915年）
- 2000年 - 服部一男、元プロ野球選手（* 1918年）
- 2000年 - 真鍋博、イラストレーター（* 1932年）
- 2000年 - 華月、ギタリスト（Raphael）（* 1981年）
- 2001年 - リチャード・マーティン・スターン（英語版）、小説家（* 1915年）
- 2001年 - アート・ウォール・ジュニア（英語版）、プロゴルファー（* 1923年）
- 2002年 - 天野慶之、水産学者（* 1914年）
- 2002年 - ラフ・ヴァローネ、俳優（* 1916年）
- 2002年 - レイモン・サヴィニャック、ポスター画家（* 1907年）
- 2003年 - 本郷かまと、元ギネスブック認定長寿世界一（* 1887年）
- 2003年 - 圓鍔勝三、彫刻家（* 1906年）
- 2003年 - 蛯沢誠治、調教助手（* 1951年）
- 2006年 - ピーター・ウィレム・ボータ、政治家、元南アフリカ共和国大統領（* 1916年）
- 2007年 - 大滝愛子、バレエダンサー（* 1928年）
- 2009年 - 銭学森、科学者、航空力学研究者（* 1911年）
- 2009年 - 李厚洛、大韓民国中央情報部部長（* 1924年）
- 2009年 - 今泉勝義、元プロ野球選手（* 1926年）
- 2010年 - 伊熊博一、元プロ野球選手（* 1948年）
- 2015年 - 篠原一、政治学者（* 1925年）
- 2015年 - 佐木隆三、小説家（* 1937年）
- 2019年 - 山谷初男、俳優（* 1933年）
- 2020年 - ショーン・コネリー、俳優（* 1930年）
- 2020年 - 大塚洋、俳優（* 1954年）
- 2024年 - 滝大作、演出家（* 1933年）

## 記念日・年中行事

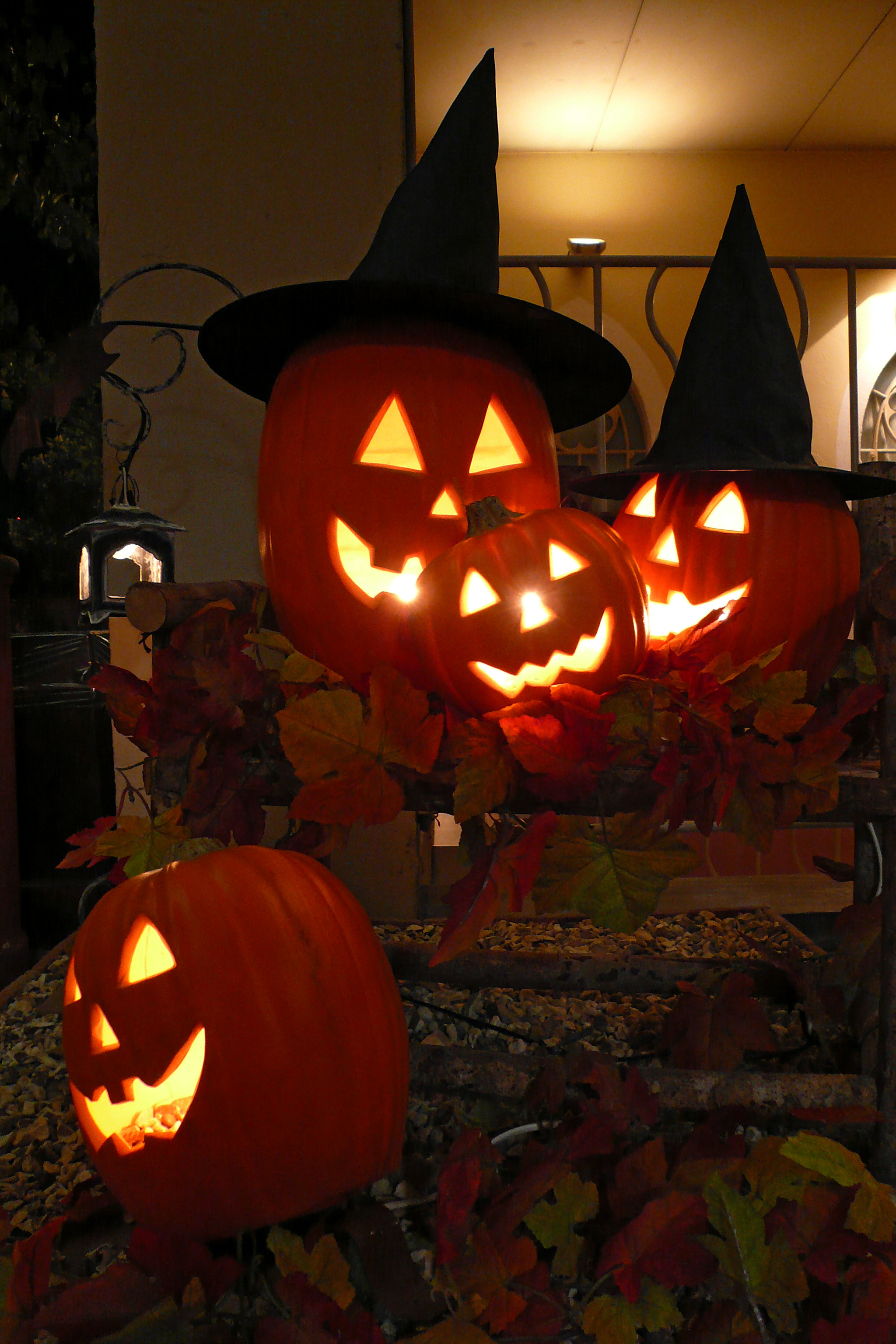
ハロウィンのジャック・オー・ランタン

- ハロウィン
ヨーロッパ、ケルト人起源といわれる民俗行事。アメリカを中心に世界各国で近年、世俗的に流行。
- 宗教改革記念日（一部のプロテスタント系教会）
1517年10月31日に、ドイツのマルティン・ルターが、「95ヶ条の論題」を教会の扉に提示したことに由来。
- 世界勤倹デー（英語版）
1924年にイタリアのミラノで開催されていた国際貯蓄会議の最終日に、この日を「世界勤倹デー」とすることが決定された。
- ガスの記念日（ 日本）
明治5年9月29日（1872年10月31日）横浜の馬車道で、日本初のガス灯が点灯されたことを記念して、日本ガス協会が1972年に制定。
- 天長節祝日（ 日本、1914年 - 1926年）
大正天皇の誕生日（天長節）は8月31日で、即位後の最初の天長節である1913年（大正2年）には8月31日に行われたが、夏季では天長節の式典に不都合であるとして、翌1914年から祝日は2か月後の秋に移された。
- 陶彩の日（ 日本）
色鮮やかな日本の自然の中、豊かな食卓を「器（うつわ）」で彩りよく演出し、より美味しく食べて欲しいとの「陶（すえ）」永く、「彩」り溢れる食卓をという願いを込めて、日本陶彩株式会社が制定(日本記念日協会にて認定)[7]。日付は10と31で「陶 (10) 彩 (31) 」と読む語呂合わせから。